# U–217
Az U–217 tengeralattjárót a német haditengerészet rendelte a kieli F. Krupp Germaniawerft AG-tól 1940. február 16-án. A hajót 1942. január 31-én állították szolgálatba. Három harci küldetése során három hajót süllyesztett el, amelyek összvízkiszorítása 10 651	 tonna volt.

## Pályafutása
Az első hajó, amelyet az U–217 elsüllyesztett, egy 75 tonnás brit vitorlás volt, a Sea Gull D. Az utasszállítót Curaçaótól 240 kilométerre északkeletre, fedélzeti fegyvereivel támadta meg a búvárhajó. A vitorláson a Lago Oil & Transport Co Ltd St. Vincent-i munkásai utaztak, akik Arubára tartottak dolgozni. A munkások khaki egyenruhája megtéveszthette a tengeralattjáró tisztjeit, talán katonának vélték őket. Az első lövés után tíz perccel megjelent egy repülőgép, amely fedélzeti gépágyújából tüzet nyitott az U–217-re, majd három mélységi bombát dobott rá. A tengeralattjáró kisebb sérülésekkel lemerült. A Sea Gull D. utasai közül ketten meghaltak, a többieket felvette a Kassos görög hajó, amelyet korábban az U–217 elengedett, mert semleges, svájci bérletben volt.
1942. december 14. éjszakáján a tengeralattjáró feltartóztatta a New Yorkból Montevideoba tartó semleges, svéd Etna nevű teherhajót. A németek átkutatták a hajót, és felfedezték, hogy csempészárut szállít. Ezután a 27 fős legénység harminc percet kapott a teherhajó elhagyására, majd az U–217 egy torpedóval hullámsírba küldte a hajót. A torpedó éppen akkor csapódott be, amikor a hajó kapitánya a túlsó oldalon, utolsó emberként lefelé mászott a létrán. A robbanás ereje a mentőcsónakba vetette. A tengerészek túlélték a támadást.
1943. február 3-án Bermudától délkeletre megtorpedózta a brit Rhexenort. A hajó Durban kikötőjéből tartott Kanada felé, raktereiben 6451 tonna kakaóbabbal. Miután a legénység elhagyta a hajót, az U–217 a felszínre emelkedett, és a fedélzeti löveggel elsüllyesztette a Rhexenort. Egy tengerészt magukkal vittek Brestbe. A legénység 70 tagjából három nem élte túl a német akciót.
1443. június 5-én az Atlanti-óceán északi részén, az Azori-szigetektől délnyugatra, egy TBF Avenger és egy F4F Wildcat megtámadta a tengeralattjárót, amely teljes legénységével, ötven emberrel együtt megsemmisült.

## Kapitány
| Név                     | Kezdőnap         | Zárónap         |
| ----------------------- | ---------------- | --------------- |
| Kurt Reichenbach-Klinke | 1942. január 31. | 1943. június 5. |

## Őrjárat
| Indulás | Indulónap          | Érkezés | Zárónap           |
| ------- | ------------------ | ------- | ----------------- |
| Kiel    | 1942. július 14.   | Brest   | 1942. október 16. |
| Brest   | 1942. november 24. | Brest   | 1943. február 23. |
| Brest   | 1943 április 19.   | *       | 1943. június 5.   |

* A tengeralattjáró nem érte el úti célját, elsüllyesztették

## Elsüllyesztett hajók
| Nap                 | Hajó        | Nemzetisége        | Vízkiszorítása (brt |
| ------------------- | ----------- | ------------------ | ------------------- |
| 1942. augusztus 19. | Sea Gull D. | Egyesült Királyság | 75                  |
| 1942. december 14.  | Etna        | Svédország         | 2619                |
| 1943. február 3.    | Rhexenor    | Egyesült Királyság | 7857                |